# 10 août
Pour les articles homonymes, voir Dix-Août.
10 juillet 10 septembre
Chronologies thématiques
- Croisades
- Ferroviaires
- Sports
- Disney
- Anarchisme
- Catholicisme

Abréviations / Voir aussi
- (° 1852) = né en 1852
- († 1885) = mort en 1885
- a.s. = calendrier julien
- n.s. = calendrier grégorien
- Calendrier
- Calendrier perpétuel
- Liste de calendriers
- Naissances du jour

Le 10 août ou 10 aout est le 222e jour de l’année du calendrier grégorien, 223e lorsqu'elle est bissextile, il en reste ensuite 143.
Son équivalent était généralement le 23 thermidor du calendrier républicain / révolutionnaire français, officiellement dénommé jour de la lentille (le légume voire ce qui l'entoure).

## Événements

### VIIesiècleav. J.-C.
- 612 av. J.-C. : chute de Ninive, et mort du roi Sîn-shar-ishkun, marquant la fin de l’empire assyrien.

### Xesiècle
- 955 : bataille du Lechfeld, victoire de l'empereur romain germanique Otton le Grand, sur  les Magyars (Hongrois).
- 991 : bataille de Maldon, près de Maldon, en Essex : victoire des envahisseurs vikings sur les Anglo-Saxons.
- 997 : Sac et destruction de Saint-Jacques-de-Compostelle par les troupes d'Almanzor qui emportent les cloches de la ville comme butin.

### XIIIesiècle
- 1270 : le pouvoir, en Éthiopie, passe des Zagwés aux Salomonides, avec l’avènement du prince amhara Yekouno Amlak.

### XVesiècle
- 1498 : début du procès pour la dissolution du mariage de Louis XII avec Jeanne de France, afin de permettre au premier d'épouser Anne de Bretagne en rattachant ainsi à la France son précieux duché.
- 1500 : le Portugais Diogo Dias, détourné par une tempête, découvre l’île de Madagascar.

### XVIesiècle
- 1512: bataille de Saint-Mathieu pendant la quatrième guerre d'Italie.
- 1519 : 
  - départ de Fernand de Magellan pour son grand voyage autour du monde, avec cinq navires et un total de 237 hommes de toutes origines, depuis le port de Séville en Espagne. Il a reçu du roi d'Espagne, Charles Quint, mission de trouver une route occidentale vers les îles à épices, les Moluques.
  - apparitions de Notre-Dame de Grâces à Cotignac, dans l'actuel Var. Cette apparition amène les autorités de la ville à construire l'église Notre-Dame-de-Grâces de Cotignac qui deviendra un important lieu de pèlerinage dans le département et en France[2].
- 1535 : l’explorateur malouin Jacques Cartier émissaire de la France du roi François atteint la région du fleuve Saint-Laurent ce jour de la "fête" ci-après de (St) Laurent de Rome et attribue d'abord ce nom au seul estuaire dudit cours d'eau du "Nouveau monde".
- 1557 : bataille de Saint-Quentin, victoire des Espagnols sur les Français.

### XVIIesiècle
- 1627 : début du siège de La Rochelle.
- 1653 : bataille de Schéveningue.
- 1678 : le traité de Nimègue, entre les Provinces-Unies et la France, met fin à la guerre de Hollande.
- 1680 : début de la révolte des Pueblos.

### XVIIIesiècle
- 1792 : journée du 10 août 1792 à Paris.
  - constitution de la commune insurrectionnelle.
  - prise des Tuileries.
  - massacre des gardes suisses les protégeant.
  - suspension de Louis XVI, abolition de la royauté.
- 1793 : bataille du château d'Aux pendant la guerre de Vendée.
- 1794: victoire anglo-corse au siège de Calvi.
- 1795 : bataille de Saint-Jean-de-Monts pendant la guerre de Vendée.

### XIXesiècle
- 1809 : l’Équateur obtient son indépendance.
- 1819 : Simón Bolívar, le « Libertador », fait une entrée triomphale à Bogotá lors de sa campagne libératrice de la Nouvelle-Grenade.
- 1842 : Lord Ashley fait interdire le travail des femmes et des enfants de moins de dix ans au fond des mines du Royaume-Uni.
- 1866 : la Bolivie et le Chili signent un traité accordant le territoire situé entre les Andes et le Pacifique aux Chiliens.

### XXesiècle
- 1904 : la flotte japonaise détruit la flotte russe devant Port-Arthur.
- 1913 : le traité mettant fin aux guerres balkaniques est signé à Bucarest.
- 1920 : le traité de Sèvres est conclu entre les Alliés et l’Empire ottoman.
- 1945 : le Japon envoie un premier télégramme aux Alliés pour une capitulation.
- 1960 : l’Antarctique devient territoire international et réserve scientifique.
- 1961 :
  - première utilisation par l’armée américaine de l’agent orange pendant la guerre du Viêt Nam, les épandages dureront pendant dix ans.
  - le Royaume-Uni demande formellement à intégrer la Communauté Économique Européenne. Les négociations durent depuis 1963, quand le président français Charles de Gaulle a mis son véto à l’entrée des Britanniques dans le Marché commun[3].
- 1982 : statut d’autonomie des Îles Canaries.
- 1985 : explosion du réacteur nucléaire du K-431.
- 1987 : l’aviation libyenne bombarde l’oasis de Faya-Largeau (Tchad).
- 1990 : lors du sommet extraordinaire de la Ligue arabe réuni au Caire, une faible majorité condamne l’agression du Koweït par l’Irak, soulignant la division du monde arabe. Le sommet décide l’envoi d’une force panarabe (troupes syriennes, égyptiennes et marocaines) pour protéger l’Arabie saoudite.
- 1994 : arrivée en Suède de Taslima Nasreen, condamnée à mort pour blasphème par les intégristes musulmans du Bangladesh.
- 1995 :
  - le gouvernement Juppé fait passer la TVA de 18,6 % à 20,6 %.
  - la Jordanie accorde l’asile à deux des filles du président irakien Saddam Hussein et à leurs maris, dont Hussein Kamel al-Majid, ministre de l’Industrie et chef du programme d’armement du pays.
- 1996 : approbation du drapeau de Hong Kong par le comité préparatoire.

### XXIesiècle
- 2001 : la nigériane Amina Abdullahi est condamnée, selon les règles de la charia, à 100 coups de bâton, pour des relations sexuelles hors mariage.
- 2012 : prémices de la grève des mineurs à Marikana.
- 2014 : Recep Tayyip Erdoğan remporte l’élection présidentielle en Turquie.
- 2018 : accident aérien de la baie de Seattle.
- 2019 : au Yémen, les séparatistes du Conseil de transition du Sud prennent la ville d'Aden, après des combats contre les forces gouvernementales.
- 2020 : à Trinité-et-Tobago, les élections législatives ont lieu afin d'élire les 41 représentants de la Chambre des représentants du pays. Le Mouvement national du peuple du Premier ministre Keith Rowley est reconduit dans ses fonctions[4].

## Arts, culture et religion
- 1566 : émeutes iconoclastes des protestants, aux Pays-Bas.
- 1793 : inauguration du musée du Louvre, à Paris, dans l'ancienne demeure royale du même nom.
- 1895 : fondation de la société française de production, de distribution et d’exploitation cinématographique Gaumont.
- 1927 : début de la construction d’un monument dédié aux premiers présidents américains sur la falaise du mont Rushmore.
- 1950 : sortie aux États-Unis, du film Sunset Boulevard, de l'autrichien-américain Billy Wilder.
- 2006 : publication du premier numéro du magazine de prépublication de manga Monthly Morning Two.

## Sciences et techniques
- 1897 : Felix Hoffmann, chimiste pour la firme allemande Bayer, synthétise l’acide acétylsalicylique, l’élément actif de l’aspirine.
- 2013 : annonce de la découverte de l’exoplanète GJ 504 b, surnommée la « planète rose ».

## Économie et société
- 1903 : accident de métro à Paris, aux stations Couronnes et Ménilmontant (84 morts).
- 2003 : mise en service du monorail Okinawa Toshi.
- 2006 : le palais Skoda, un édifice de style art déco construit au tournant des années 1920 et 1930 par l’architecte Pavel Janák, pour abriter la direction générale des usines automobiles Škoda, devient le nouvel hôtel de ville de Prague.
- 2021 : en Algérie, d'importants feux de forêt ravagent le nord du pays et font 90 victimes au 14 août[5].

## Naissances

### XIIIesiècle
- 1296 : Jean Ier dit « l’Aveugle », roi de Bohême et comte de Luxembourg de 1310 à 1346 († 26 août 1346).

### XIVesiècle
- 1388 : Thomas Ebendorfer, historien autrichien († 12 janvier 1464).

### XVesiècle
- 1466 : François II de Mantoue, noble italien, marquis de Mantoue († 29 mars 1519).

### XVIesiècle
- 1560 : Hieronymus Prætorius, compositeur allemand († 27 janvier 1629).

### XVIIesiècle
- 1653 : Louis Pécour, danseur et chorégraphe français († 12 avril 1729).
- 1673 : Johann Conrad Dippel, théologien, alchimiste et médecin allemand († 25 avril 1734).

### XVIIIesiècle
- 1709 : Johann Georg Gmelin, botaniste et chimiste allemand († 20 mai 1755).
- 1780 : Pierre François Marie Auguste Dejean, général d’Empire, pair de France et entomologiste français († 18 mars 1845).
- 1797 : Joseph Gerhard Zuccarini, botaniste allemand († 18 février 1848).

### XIXesiècle
- 1802 : Christophe Alexis Adrien de Jussieu, homme politique français († 25 octobre 1865).
- 1814 : Henri Nestlé, industriel suisse d’origine allemande († 7 juillet 1890).
- 1834 : Maurice Raynaud, médecin français († 29 juin 1881).
- 1864 : Victor Berard, helléniste, diplomate et homme politique français († 13 novembre 1931).
- 1865 : 
  - Alexandre Glazounov (Александр Константинович Глазунов), compositeur, chef d’orchestre et professeur de musique russe († 21 mars 1936).
  - Abaï Kounanbaïouly, poète, compositeur et moraliste kazakh († 5 juillet 1904).
  - James Wilson Morrice, peintre paysagiste canadien († 23 janvier 1924).
- 1874 : Herbert Hoover, homme politique américain, 31e président des États-Unis, ayant exercé de 1929 à 1933 († 20 octobre 1964).
- 1876 : François Cogné, sculpteur français († 9 avril 1952).
- 1883 : William Van Alen, architecte américain († 24 mai 1953).
- 1888 : Christophe de Grèce, fils du roi Georges Ier, père du prince Michel de Grèce († 21 janvier 1940).
- 1889 : Charles Darrow, inventeur américain du jeu Monopoly († 29 août 1967).
- 1894 : Alan Crosland, réalisateur, scénariste et producteur américain (du premier film parlant « Le Chanteur de jazz » en 1927, † 16 juillet 1936).
- 1896 : Walter Lang, cinéaste américain († 7 février 1972).
- 1898 : Jack Haley, acteur américain († 6 juin 1979).
- 1900 : 
  - Jean Mantelet, industriel français († 19 janvier 1991).
  - Arthur Porritt, athlète, chirurgien et homme politique néo-zélandais, 11e gouverneur général de Nouvelle-Zélande, de 1967 à 1972 († 1er janvier 1994).

### XXesiècle
- 1902 :
  - Norma Shearer, actrice canadienne († 12 juin 1983).
  - Arne Tiselius, biochimiste suédois, prix Nobel de chimie en 1948 († 29 octobre 1971).
- 1904 : Marcelle Vérité, auteure française pour la jeunesse († 8 août 1994).
- 1908 : Lauri Lehtinen, coureur de fond finlandais, champion olympique en 1932 († 4 décembre 1973).
- 1909 :
  - Mohammed V / محمد الخامس (Sidi Mohammed ben Youssef dit), sultan de 1927 à 1953 et de 1955 à 1957, président du Conseil de gouvernement du Maroc de 1960 à 1961 puis roi du Maroc de 1957 à 1961 († 26 février 1961).
  - Clarence Leonidas « Leo » Fender, luthier et homme d’affaires américain, fondateur de la société de lutherie Fender († 21 mars 1991).
- 1911 : Auguste Marin, poète belge († 24 mai 1940).
- 1912 : Jorge Amado, écrivain brésilien († 6 août 2001).
- 1913 : 
  - Charlotte Delbo, écrivaine et résistante déportée française († 1er mars 1985).
  - Kazim Kazimzade, peintre azerbaïdjanais († 4 octobre 1992).
- 1914 : Jeff Corey, acteur américain († 16 août 2002).
- 1916 : Hubert Maga, homme politique béninois, président du Dahomey (aujourd'hui Bénin) de 1960 à 1963 puis de 1970 à 1972 († 8 mai 2000).
- 1919 : Saw Mon Nyin, écrivaine birmane († 12 décembre 2011).
- 1920 : Daniel Cordier, marchand d’art, critique, collectionneur, organisateur d’expositions et historien français, compagnon de la Libération, croix de guerre 1939-1945 et grand officier de la Légion d'honneur († 20 novembre 2020).
- 1922 : Al Alberts (en), chanteur et compositeur américain du groupe The Four Aces (en) († 27 novembre 2009).
- 1923 :
  - Joseph Bialot, écrivain français, survivant de la Shoah († 25 novembre 2012).
  - Rhonda Fleming, actrice américaine († 14 octobre 2020).
  - Jean Graton, dessinateur et scénariste de bandes dessinées français († 21 janvier 2021).
  - René Kleinmann, adolescent résistant français de l'organisation clandestine La Main noire pendant la Seconde Guerre mondiale († 22 janvier 2009).
- 1926 : Marie-Claire Alain, organiste française († 26 février 2013).
- 1927 : Jean Guichet, pilote de course automobile français.
- 1928 :
  - Jimmy Dean, chanteur, animateur de télévision et acteur américain († 13 juin 2010).
  - Eddie Fisher, chanteur et acteur américain († 22 septembre 2010).
- 1929 : Joseph Ujlaki, football hongrois puis français († 11 février 2006).
- 1930 : Barry Unsworth, romancier britannique († 4 juin 2012).
- 1932 : Gaudencio Rosales, cardinal philippin, archevêque de Manille.
- 1933 : 
  - Doyle Brunson, joueur de poker américain.
  - Rocco Domenico « Rocky » Colavito, Jr., joueur de baseball américain.
  - William Henry Nieder, athlète américain, spécialiste du lancer du poids.
- 1934 : 
  - Michel Jourdan, parolier et compositeur de chansons à succès.
  - Tevfik Kiş, lutteur turc, champion olympique († 4 septembre 2019).
- 1935 : Margot Campbell, actrice québécoise.
- 1937 : Anatoli Sobtchak, homme politique russe († 19 / 20 février 2000).
- 1940 : Robert Lee « Bobby » Hatfield, chanteur américain du duo The Righteous Brothers († 5 novembre 2003).
- 1941 : 
  - Abu Kasenally, homme politique mauricien.
  - Rosemary Lassig, nageuse australienne († 1er novembre 2017).
  - Anita Lonsbrough, nageuse anglaise, championne olympique.
  - Émile Martel, diplomate, poète, conteur et traducteur québécois († 22 novembre 2023).
  - Stephen Stigler, statisticien américain.
- 1943 :
  - Louise Forestier, chanteuse et actrice québécoise.
  - Jimmy Griffin (en), chanteur, musicien et compositeur américain du groupe Bread († 11 janvier 2005).
  - Ronnie Spector (Veronica Yvette Bennett dite), chanteuse américaine du groupe The Ronettes.(† 12 janvier 2022).
- 1944 : Björn Ferm, pentathlonien suédois, champion olympique.
- 1947 : Ian Anderson, chanteur et musicien écossais du groupe Jethro Tull.
- 1948 : Peter Beckett (en), chanteur, guitariste et compositeur anglais du groupe Player.
- 1949 : Caroline Silhol ou Sihol, actrice, scénariste et productrice française.
- 1950 :
  - Patti Austin, chanteuse américaine.
  - Rémy Girard, acteur québécois.
  - Évelyne Morin, poétesse française.
  - Pertti Ukkola, lutteur finlandais, champion olympique.
- 1951 : Juan Manuel Santos, économiste, journaliste et homme d’État colombien, président de la République de Colombie de 2010 à 2018.
- 1952 :  Daniel Hugh Kelly, acteur américain.
- 1953 : Michel Laurent, cycliste sur route français.
- 1954 :
  - Guy Richer, acteur et animateur québécois.
  - Brigitte Ondoa Essono, journaliste et écrivaine camerounaise et française.
- 1955 : Dimitris Koutsoumpas, homme politique grec.
- 1956 :
  - Michel Vigné, acteur français de doublage
  - Antoine Hérouard, évêque catholique français, archevêque de Dijon.
  - Sergueï Soukhoroutchenkov (Сергей Николаевич Сухорученков), coureur cycliste russe.
- 1957 : Xu Haifeng, tireur sportif chinois, champion olympique.
- 1958 : Ilkka Sinisalo, hockeyeur sur glace finlandais († 5 avril 2017).
- 1959 :
  - Rosanna Arquette, actrice américaine.
  - Florence Heiniger, journaliste et productrice suisse
  - Né Ladeiras (pt), chanteuse portugaise.
  - Philippe Delrieu, escrimeur français, médaillé olympique.
- 1960 : 
  - Antonio Banderas (José Antonio Dominguez Banderas dit), réalisateur, producteur et acteur espagnol à l'international.
  - Marcel Dib, footballeur français.
  - Pierre Levesque, personnalité française  du monde des courses hippiques.
- 1961 : Jon Farriss, musicien australien du groupe INXS.
- 1965 : 
  - John Starks, basketteur américain.
  - Pat Spurgin, tireuse sportive américaine, championne olympique.
- 1967 : Philippe Albert, footballeur belge.
- 1971 : Mario Kindelán, boxeur cubain, double champion olympique.
- 1972 : 
  - Angie Harmon, actrice américaine.
  - Zhuang Yong, nageuse chinoise, championne olympique du 100 m nage libre.
- 1973 : Lisa Raymond, joueuse de tennis américaine.
- 1974 : David Sommeil, footballeur français.
- 1975 : 
  - Ludovic Franceschet, éboueur et vidéaste web français.
  - İlhan Mansız, footballeur turc.
- 1976 : Léonor de Récondo, écrivaine et violoniste française.
- 1978 :
  - Marcus Fizer, basketteur américain.
  - Cédric Melotte, pilote de moto-cross belge.
  - Bart Wellens, coureur de cyclo-cross belge.
- 1979 :
  - Kent Davyduke, joueur de hockey sur glace canadien.
  - Demetrio Greco, footballeur italien.
  - Caroline Lalive, skieuse américaine.
  - Rémy Martin, joueur de rugby français.
- 1980 :
  - Josh Davis, basketteur américain.
  - Tristan Gale, skeletoneuse américaine.
  - Frédéric Thomas, footballeur français.
- 1981 :
  - Katherine Boecher, actrice américaine.
  - Taufik Hidayat, joueur de badminton indonésien, champion olympique.
  - Nikolay Karpenko (Николай Николаевич Карпенко), sauteur à ski kazakh.
  - Malek Maath (مالك علي معاذ الهوساوي), footballeur saoudien.
- 1982 : John Alvbåge, footballeur suédois.
- 1983 :
  - Nikolai Hentsch, skieur brésilien.
  - Kristen Mann, basketteuse américaine.
  - Aleksandr Perejoguine (Александр Валерьевич Пережогин), joueur de hockey sur glace russe.
- 1984 :
  - Alexis Driollet, joueur de rugby français.
  - Hayden Stoeckel, nageur australien.
- 1986 : Andrea Hlaváčková, joueuse de tennis tchèque.
- 1988 : Haruna Ono, chanteuse japonaise.
- 1989 : Kevin Rolland, skieur acrobatique français.
- 1992 : Jennifer Uchendu, spécialiste du développement durable et de l'éco-anxiété.
- 1993 : Andre Drummond, basketteur américain.
- 1995 : Saïd Benrahma, footballeur algérien.
- 1997 : Kylie Jenner, mannequin et personnalité de télé-réalité américaine.
- 1998 : Jang Yeeun, rappeuse sud-coréenne du girl group CLC.
- 2000 :
  - Filip Prokopyszyn, coureur cycliste polonais.
  - Eric Ramires, footballeur brésilien.
  - Sophia Smith, footballeuse américaine.
  - Jüri Vips, pilote automobile estonien.

### XXIesiècle
- 2001 : Koki Saito, footballeur japonais.
- 2003 : Illia Kovtun, gymnaste ukrainien.
- 2004 : Bela Fernandes, actrice et chanteuse brésilienne.
- 2005 : 
  - Rameshbabu Praggnanandhaa, joueur d'échecs indien.
  - Nikola Topić, basketteur serbe.
- 2011 : Jeremy Maguire (en), enfant acteur américain.

## Décès

### IIIesiècle
- 258 :
  - saint Laurent de Rome, diacre originaire d'Hispanie (Espagne) romanisée du pape chrétien Sixte II dans l'Église primitive clandestine, mort martyr sur un gril (date du 10 août incertaine mais traditionnellement avancée et retenue pour le célébrer comme saint ainsi que les Laurent et prénoms variantes ci-après, ° v. 220 à 225) ;
  - des martyrs à Alexandrie en Égypte commémorés comme martyrs vers 258 durant la même persécution du Romain Valérien en plusieurs endroits de son empire, quant à ces derniers sous le préfet Émilien (également saints ci-après in fine).

### VIIIesiècle
- 794 : Fastrade de Franconie, quatrième femme de Charlemagne (° v. 765).
- 796 : Eanbald, archevêque d’York (° inconnue).

### IXesiècle
- 847 : Al-Wāt̠iq, calife abasside, de 842 à 847 (° entre 810 et 820).

### Xesiècle
- 955 : Conrad le Roux, duc de Franconie de 939 à 955 et duc de Lotharingie de 945 à 953 (° v. 922).

### XIIIesiècle
- 1284 : Ahmad Teküder, prince mongol et il khan de Perse (° 1247).

### XIVesiècle
- 1316 : Felim, roi de Connacht (° 1293).

### XVesiècle
- 1410 : Louis II de Bourbon, duc de Bourbon, de 1356 à 1410 (° 4 août 1339).
- 1456 : Rossello di Jacopo Franchi, artiste italien (° 1377).
- 1500 : Serafino de' Cimminelli, compositeur et poète italien (° 1466).

### XVIesiècle
- 1536 : François de France ou François III de Bretagne, fils aîné et un temps dauphin du roi de France François Ier (° 28 février 1518).

### XVIIesiècle
- 1601 : Giovanni Alberti, peintre italien (° 19 octobre 1558).
- 1653 : Maarten Tromp, amiral néerlandais (° 23 avril 1598).
- 1655 : Lodewijk de Vadder, peintre flamand (° 8 avril 1605).

### XVIIIesiècle
- 1723 :
  - William Craven, homme politique britannique (° 1700).
  - Guillaume Dubois, cardinal et homme politique français, ministre d’État de Philippe d’Orléans (° 6 septembre 1656).
- 1749 : Paul Maurice de Torrenté, ecclésiastique et juriste sédunois (° 23 avril 1690).
- 1759 : Ferdinand VI, roi d'Espagne, de 1746 à 1759 (° 23 septembre 1713).
- 1784 : Allan Ramsay, peintre britannique (° 13 octobre 1713).
- 1792 : Louis Jean-Baptiste Le Clerc, comte de Lassigny, aristocrate français du XVIIIe siècle (° 1758).

### XIXesiècle
- 1830 : Guillaume-Frédéric-Philippe de Wurtemberg, duc de Wurtemberg (° 27 décembre 1761).
- 1841 : Hippolyte Monpou, compositeur français (° 12 janvier 1804).
- 1880 : José María Yáñez, général et homme politique mexicain, héros de la guerre d’indépendance contre l’Espagne (° 1803).
- 1885 : James Wilson Marshall, chercheur d’or à Sutter's Mill à l’origine de la ruée vers l'or en Californie (° 8 octobre 1810).
- 1886 : 
  - Eduard Grell, compositeur et organiste allemand (° 6 novembre 1800).
  - George Busk, chirurgien, zoologiste et paléontologue britannique (° 12 août 1807).
- 1890 : Pierre-Paul Stumpf, homme d’Église français, 98e évêque de Strasbourg de 1887 à sa mort (° 21 septembre 1822).
- 1896 : Otto Lilienthal, ingénieur allemand (° 23 mai 1848).
- 1897 : James William Abert, officier et explorateur américain (° 18 novembre 1820).

### XXesiècle
- 1904 : Pierre Waldeck-Rousseau, homme politique français, président du Conseil des ministres français et ministre de l’Intérieur de 1899 à 1902, instigateur des lois Waldeck-Rousseau (° 2 décembre 1846).
- 1911 : Jozef Israëls, peintre danois (° 27 janvier 1824).
- 1913 : Johannes Linnankoski, romancier finlandais (° 18 octobre 1869).
- 1918 : Erich Löwenhardt, pilote de chasse allemand (° 7 avril 1897).
- 1923 : Joaquín Sorolla y Bastida, peintre espagnol (° 27 février 1863).
- 1943 : Anatoli Dobrodietski, aviateur soviétique (° 6 janvier 1923).
- 1945 : Robert Goddard, ingénieur et physicien (° 5 octobre 1882).
- 1960 : Frank Lloyd, acteur, producteur, réalisateur et scénariste britannique (° 2 février 1886).
- 1965 : Sloan Doak, cavalier américain de concours complet (° 28 janvier 1886).
- 1971 : Federico Callori di Vignale, cardinal italien de la Curie romaine (° 15 décembre 1890).
- 1976 : Karl Schmidt-Rottluff, peintre expressionniste allemand (° 1er décembre 1884).
- 1979 : Dick Foran, acteur américain (° 18 juin 1910).
- 1986 : 
  - Philippe de Scitivaux, aviateur français de la Seconde Guerre mondiale, compagnon de la Libération (° 8 août 1911).
  - René Troadec, officier et administrateur français, compagnon de la Libération (° 6 juillet 1908).
- 1993 : Euronymous (Øystein Aarseth dit), guitariste norvégien du groupe Mayhem (° 22 mars 1968).
- 1995 : 
  - Jacques Couture, prêtre et homme politique québécois, ministre du Travail et de l’Immigration de 1976 à 1980 (° 23 novembre 1929).
  - Luis Procuna, matador mexicain (° 23 juillet 1923).
- 1997 : 
  - Jean-Claude Lauzon, réalisateur et scénariste québécois (° 29 septembre 1953).
  - Marie-Soleil Tougas, comédienne québécoise (° 3 mai 1970).

### XXIesiècle
- 2001 : 
  - Françoise Berd, actrice et productrice québécoise (° 2 mars 1923).
  - Lou Boudreau, joueur et gérant de baseball américain (° 17 juillet 1917).
- 2006 : Pierre Schwed, résistant français, spécialiste reconnu des questions de géostratégie (° 2 janvier 1923).
- 2007 :
  - Ahmed Bahaeddine Attia, réalisateur et producteur tunisien (° 26 mai 1945).
  - Irene Morgan, militante pour les droits de l'homme afro-américaine (° 9 avril 1917).
  - Jean Rédélé, pilote automobile français (° 17 mai 1922).
  - Renée de Tryon-Montalembert, religieuse et écrivaine française (° 8 mai 1920).
  - Anthony Wilson, journaliste et animateur de radio britannique  (° 20 février 1950).
- 2008 : 
  - Isaac Hayes, chanteur, compositeur, instrumentiste et acteur américain (° 20 août 1942).
  - Alexandre Slobodyanik, pianiste américain (° 5 novembre 1941).
- 2009 : 
  - (ou 8 août) Yan Balinec, auteur et poète français (° 16 août 1928).
  - Ernest Glinne, homme politique belge (° 30 mars 1931).
  - Ede Király, patineur artistique hongrois (° 22 février 1926).
  - Urpo Korhonen, fondeur finlandais (° 8 février 1923).
  - Renzo Sambo, rameur italien (° 17 janvier 1942).
  - Francisco Valdés, footballeur chilien (° 19 mars 1943).
- 2010 : Dana Dawson, chanteuse et actrice américaine (° 7 août 1974).
- 2013 : Eydie Gormé, chanteuse américaine (° 16 août 1928).
- 2018 : Louis Fajfrowski, joueur français de rugby à XV (° 6 décembre 1996)
- 2019 : Piero Tosi, costumier et décorateur italien de théâtre et de cinéma (° 10 avril 1927).
- 2021 : 
  - Michel Laclotte, historien d'art et conservateur français (malouin et montalbanais), de musées, d'Orsay au Grand Louvre (° 27 octobre 1929).
  - Eduardo Martínez Somalo, prélat espagnol (° 31 mars 1927).
- 2024 :
  - Jacques Delisle, homme de loi canadien (° 4 mai 1935).
  - Celestina Casapietra, soprano italienne (° 23 août 1938).
  - Peter Downsbrough, artiste contemporain américain (° 8 septembre 1940).
  - Tuíre Kayapó, militante brésilienne des droits des autochtones (° 1969 ou 1970).
  - Rachael Lillis, actrice américaine (° 8 juillet 1969).
  - Peggy Moffitt, mannequin et actrice américaine (° ).
  - Roberto Morales, coureur cycliste espagnol (° 26 mars 1937).
  - Dean Roberts, musicien de néo-zélandais (° 24 mars 1975).
  - K. Natwar Singh, homme politique et ancien ministre indien (° ).
  - Galina Zybina, athlète de lancers de javelot soviétique puis russe (° 22 janvier 1931).
- 2025 : Kunishige Kamamoto, footballeur japonais (° 15 avril 1944).

## Célébrations
Pas de journée internationale répertoriée pour cette date.

### Nationales voire religieuses
- Équateur : día del primer grito de independencia de Quito / « fête nationale et du premier cri en la capitale Quito en faveur de l’indépendance du pays ».
- Huesca et autres villes voire "communautés autonomes" du Pays basque / d'Espagne (Union européenne à zone euro) : fêtes de saint Laurent, originaire de Huesca [par ailleurs à Ezcaray (la Rioja), San Lorenzo del Escorial, Serradilla del Arroyo, Sodupe (Biscaye), Villafruela (Burgos)].
- Kiribati (Océanie Pacifique) : journée de la jeunesse.
- Laurentides (Ontario et Québec au Canada - État de New York aux États-Unis) et Saint-Malo : journée mémorielle du nom originel de la contrée autour du fleuve Saint-Laurent depuis 1535 ci-avant (?).
- Lettonie mythologique christianisée (et Union européenne à zone euro) : Labrenča diena / jour/fête de saint Laurent.
- Sardaigne (Italie et Union européenne à zone euro) : fête patronale de la ville de Sanluri en l’honneur de saint Laurent (cf. le film italien La Nuit de San Lorenzo des frères Taviani, qui fait pourtant référence à Saint Sébastien -20 janvier- transpercé de flèches de part en part du tronc).

### Saints des Églises chrétiennes

#### Saints catholiques et orthodoxes du jour
Référencés ci-après in fine, :
- Blane d'Écosse († vers 590) - ou « Blain » ou « Blaan » -, né sur l’île de Bute, évêque des Pictes d’Écosse à Kingarth, enterré à Dunblane.
- Dinault (Ve siècle), enfant martyr décapité par les Huns à Marseille-en-Beauvaisis.
- Dieudonné de Rome (VIe siècle) - ou « Deusdedit » -, cordonnier à Rome, voisin du futur pape saint Grégoire le Grand.
- Héron (fin du IVe siècle), philosophe originaire d’Alexandrie, confesseur de l’orthodoxie contre l’arianisme.
- Herlé (VIe siècle) - ou « Alré » -, diacre, fondateur de paroisses à Auray et à Ploaré en Bretagne.
- Laurent de Rome († 258 ci-avant grillé vif), 3è (ou 7è) diacre romain martyr connu exécuté en cinq jours dont deux consécutifs ci-dessous à Rome, patron des bibliothécaires et des cuisiniers (entre autres métiers et lieux) ;
  - après deux autres diacres Félicissime et Agapit et quatre sous-diacres Janvier, Vincent, Étienne et Magnus, tous six martyrs exécutés à Rome trois jours plus tôt ;
  - et Sixte II (ou Syxte / Xyste II, Ξυστός Β΄ en grec) en personne, 24e pape chrétien de fin août 257 à sa mor† terrestre, martyre et romaine aussi quatre jours plus tôt de la même année 258 voire de 259, un 6 août où est parfois anticipée cette commémoration de son diacre saint Laurent supra avec lui, par exemple en Suisse, voire en orthodoxie tout comme les six précédents du 7) ;
- Martyrs d'Alexandrie en Égypte († vers 258) durant la même persécution du Romain Valérien en plusieurs endroits de son empire, quant à ces derniers sous le préfet Émilien.
- Philomène (291 - 304 ?), martyre à laquelle on donna ce nom par erreur, à la suite de la découverte de reliques, en 1802, dans les catacombes romaines ; célébrée aussi le 11 août[8].
- Plectrude (° vers 650 - † après 717), native d’Aquitaine, épouse de Pépin de Herstal, parente de saint Hubert, fondatrice de l’église Saint-Pierre de Xhignesse dans les Ardennes belges.

#### Saints et bienheureux catholiques du jour
référencés ci-après :
- Archange Piacentini de Calatafimi (vers 1390 - 1460), bienheureux, prêtre franciscain en Sicile.
- Augustin Ota (1572 - 1622), bienheureux, né à Ojika, îles Goto, Nagasaki, profès religieux jésuite, martyr japonais.
- Claude-Joseph Jouffret de Bonnefont, sulpicien, François François (frère Sébastien), capucin, déportés sur les Deux-Associés, et Lazare Tiersot († 1794), chartreux, déporté sur le Washington, bienheureux, prêtres martyrs sur les pontons de Rochefort pendant la Révolution française.
- Édouard Grzymala et François Drzewiezcki († 1942) bienheureux prêtres polonais gazés par les nazis au camp de concentration de Dachau.
- Hugues de Montaigu  († 1135), moine de Cluny, abbé de Saint-Germain d’Auxerre, puis évêque de cette ville, favorisa l’ordre cistercien naissant.
- Malchus (XIIe siècle), évêque-abbé de Lismore.
- 3 nouveaux martyrs de la guerre civile espagnole († 1936) Joseph Toledo Pellicer, Jean Martorell Soria et Pierre Mesonero Rodriguez, bienheureux, prêtres et religieux martyrs près de Valence lors de la guerre civile espagnole.

#### Saint orthodoxe
- Laurent de Kalouga († 1515), fol en Christ[7], aux dates éventuellement "juliennes" / orientales.

### Prénoms du jour
Bonne fête aux Laurent, Laure, Laurence,
- leurs variants et dérivés masculins : Labrenča, Larry (diminutif de Lawrence), Laur, Laurentin, Lauriano, Laury, Lavr, Lavrenti(s), Lavri, Lawrence, Lencho, Lenz, Löhr, Löns, Lontxo, Lorànt, Lorenz, Lorenzacio, Lorenzaccio, Lorenzo, Lorenzino, Lori, Lorry, Lortz, Lurenzu, Luri, Rengo, Renzino, Renzo, Rienzo, Zengo, Zenzo etc.
- leurs variantes et dérivées féminines : Laora, Lara, Laura, Lauraine, Laurana, Laurane (voir prénoms composés infra), Laureen, Laurel, Laureline, Lauren, Lauréna, Laurencia, Laurène (sinon Lorraine), Laurens, Laurentia, Laurentina, Laurentine, Laurette, Lauriane, Laurianne (voir prénoms composés infra), Laurie, Laurine, Lavria, Lawrence, Lora, Lorean, Loreen, Loreena, Lorelei, Loreleï, Lorena, Loréna, Lorenz, Lorette, Loretta, Loreyna, Lori, Lorie, Lorin, Lorina, Lorna, Lorry, Lorys, Lourens, Louwine, Louwra, Lowrie, Luri, Malaurie, Malaury, Mallaurie, Mallaury, Mallorie, Mallory, Malorie, Malory, Oretta, Renske , etc. ;
- leurs composé.e.s : Anne-Laure, Hannelore, Jean-Laurent, Laurent-Marie, Laurent-Paul, Laurent-Samuel, Laurent-Simon, Laurent-Victor, Marie-Laure, Marie-Laurence (Mallaury supra), Pierre-Laurent , etc. ;
- leurs variantes arabophones(de sens étymologiques similaires) : Nadia (?), Nadja, Nadjaf, Nadjah, Nadjeh, Toufiq, Toufiqia ;
- voire aux Larisa, Larissa etc. des 26 mars.

Et bonne fête aussi aux :
- Dieudonné,
- Malchus,
- Philomène, Philomèle.
- Steredenn et ses variantes autant bretonnes : Steren, Sterenn.

## Traditions et superstitions
« Les Larmes de Saint Laurent » est le surnom donné traditionnellement et poétiquement au phénomène des étoiles filantes des Perséides, le maximum de leur intensité se situant aux alentours de la fête de Saint Laurent (voir nuits des étoiles de saison).

### Dictons
- « Am Loranzetàj Sunneschin bringt vil Obscht un güete Win. »
  - traduisible par : « Du soleil à la saint-Laurent, fruits abondants, vin excellent. », en alsacien[9].
- « À Saint Antoine grande froidure, à Saint Laurent grands chauds ne durent. »[10]
- « De Sainte Anne [26 juillet] à Saint-Laurent, plante des raves en tout temps. »[11]
- « Froidure à la saint-Laurent, froidure à la saint-Vincent. »[12]

### Astrologie
Signe du zodiaque : dix-neuvième jour du signe astrologique du lion.

## Toponymie
Les noms de plusieurs voies, places, sites ou édifices de pays ou provinces francophones contiennent cette date sous différentes graphies : voir Dix-Août .